# 温德米尔 (佛罗里达州)
温德米尔（英語：Windermere），是美国佛罗里达州下属的一座城市。建立于1925年。面积约为2.9平方公里（约合1.1平方英里）。根据2010年美国人口普查，该市有人口2,462人。论人口在本州排行第268。